# Magdalena Maleeva
Magdalena Maleeva (1 de abril de 1975) es una extenista búlgara que estuvo en activo durante toda la década de 1990 hasta mediados de 2000. Es la hermana menor de las también tenistas Manuela Maleeva y Katerina Maleeva.
Nació en Sofía y llegó a ser nº 4 del mundo. Ganó 10 títulos en categoría y 5 en dobles. Aunque en categoría júnior fue la nº 1, ya que ganó el Abierto de Australia, Roland Garros y el US Open en 1990, su paso el profesionalismo se vio plagado de numerosas lesiones (algo común en las tres hermanas) que siempre le llevó a no tomar ritmo; especialmente delicada fue la lesión que sufrió en 1998, que la obligó a estar durante 11 meses fuera del circuito.
Las Maleeva marcaron un hito en el tenis, pues fue la primera vez que tres hermanas fueron cabezas de serie en un torneo de Grand Slam (Australia, Roland Garros y Wimbledon de 1993), primera vez que tres hermanas llegaban a octavos de final de un Grand Slam (Roland Garros y US Open de 1993), primera vez que tres hermanas llegan a estar entre las 10 primeras (aunque nunca de manera simultánea) y primera vez que tres hermanas ganan un torneo WTA durante una misma campaña (1994).
Magdalena Maleeva fue la rival de Mónica Seles durante la agresión que sufrió la jugadora serbia durante el torneo de Hamburgo de 1993.
En 2011, volvió a la competición al ser seleccionada para jugar la Copa Federación.

## Torneos ganados

### Individuales (10)
| Leyenda         |
| Grans Slam (0)  |
| Masters (0)     |
| Tier I (2)      |
| Tier II (2)     |
| Tier III (3)    |
| Tier IV & V (3) |

| No. | Fecha                    | Torneo       | Superficie | Rival               | Marcador      |
| 1.  | 26 de julio de 1992      | San Marino   | Tierra     | Federica Bonsignori | 7-6(3), 6-4   |
| 2.  | 25 de septiembre de 1994 | Moscú        | Moqueta    | Sandra Cecchini     | 7-5, 6-1      |
| 3.  | 9 de octubre de 1994     | Zúrich       | Moqueta    | Natasha Zvereva     | 7-6, 3-6, 6-4 |
| 4.  | 12 de febrero de 1995    | Chicago      | Moqueta    | Lisa Raymond        | 7-5, 7-6      |
| 5.  | 24 de septiembre de 1995 | Moscú        | Moqueta    | Elena Makarova      | 6-4, 6-2      |
| 6.  | 5 de noviembre de 1995   | Oackland     | Moqueta    | Ai Sugiyama         | 6-3, 6-4      |
| 7.  | 21 de noviembre de 1999  | Pattaya City | Cemento    | Anne Kremer         | 4-6, 6-1, 6-2 |
| 8.  | 22 de abril de 2001      | Budapest     | Tierra     | Anne Kremer         | 3-6, 6-2, 6-4 |
| 9.  | 6 de octubre de 2002     | Moscú        | Moqueta    | Lindsay Davenport   | 5-7, 6-3, 7-6 |
| 10. | 15 de junio de 2003      | Birmingham   | Hierba     | Shinobu Asagoe      | 6-1, 6-4      |

### Finales (11)
- 1991: Bol (pierde contra Sandra Cecchini)
- 1993: Brisbane (pierde contra Conchita Martínez)
- 1995: Hilton Head (pierde contra Conchita Martínez)
- 1995: Berlín (pierde contra Arantxa Sánchez Vicario)
- 1995: Leipzig (No se presentó a la final contra Anke Huber)
- 1996: Madrid (pierde contra Jana Novotna)
- 2000: Luxemburgo (pierde contra Jennifer Capriati)
- 2001: Niza (pierde contra Amelie Mauresmo)
- 2001: Leipzig (pierde contra Kim Clijsters)
- 2002: Luxemburgo (pierde contra Kim Clijsters)
- 2004: Pan Pacific (pierde contra Lindsay Davenport)

### Dobles (5)
| Leyenda         |
| Grans Slam (0)  |
| Masters (0)     |
| Tier I (1)      |
| Tier II (2)     |
| Tier III (1)    |
| Tier IV & V (1) |

| No. | Fecha               | Torneo     | Superficie | Pareja            | Oponentes                              | Resultado       |
| 1.  | 22 de abril de 1991 | Bol        | Tierra     | Laura Golarsa     | Sandra Cecchini / Laura Garrone        | Incomparecencia |
| 2.  | 11 de abril de 2002 | Amberes    | Moqueta    | Patty Schnyder    | Nathalie Dechy / Meilen Tu             | 6-3, 6-7, 6-3   |
| 3.  | 17 de marzo de 2003 | Miami      | Cemento    | Liezel Huber      | Shinobu Asagoe / Nana Miyagi           | 6-4, 3-6, 7-5   |
| 4.  | 28 de abril de 2003 | Varsovia   | Tierra     | Liezel Huber      | Eleni Daniilidou / Francesca Schiavone | 3-6, 6-4, 6-2   |
| 5.  | 3 de enero de 2005  | Gold Coast | Cemento    | Elena Likhovtseva | Maria Emilia Camerin / Silvia Farina   | 6-3, 5-7, 6-1   |

### Finales en dobles (5)
- 1993: Osaka (Manuela Maleeva) pierden contra Larisa Neiland/Jana Novotna.
- 1993: Barcelona (Manuela Maleeva) pierden contra Arantxa Sánchez Vicario/Conchita Martínez.
- 2002: 's-Hertogebosch (Bianka Lamade) pierden contra Catherine Barclay-Reitz/Martina Müller.
- 2004: Brisbane (Liezel Huber) pierden contra Elena Likhovtseva/Svetlana Kuznetsova.
- 2004: Pan Pacific (Elena Likhovtseva) pierden contra Cara Black/Rennae Stubbs.